# Kelpie

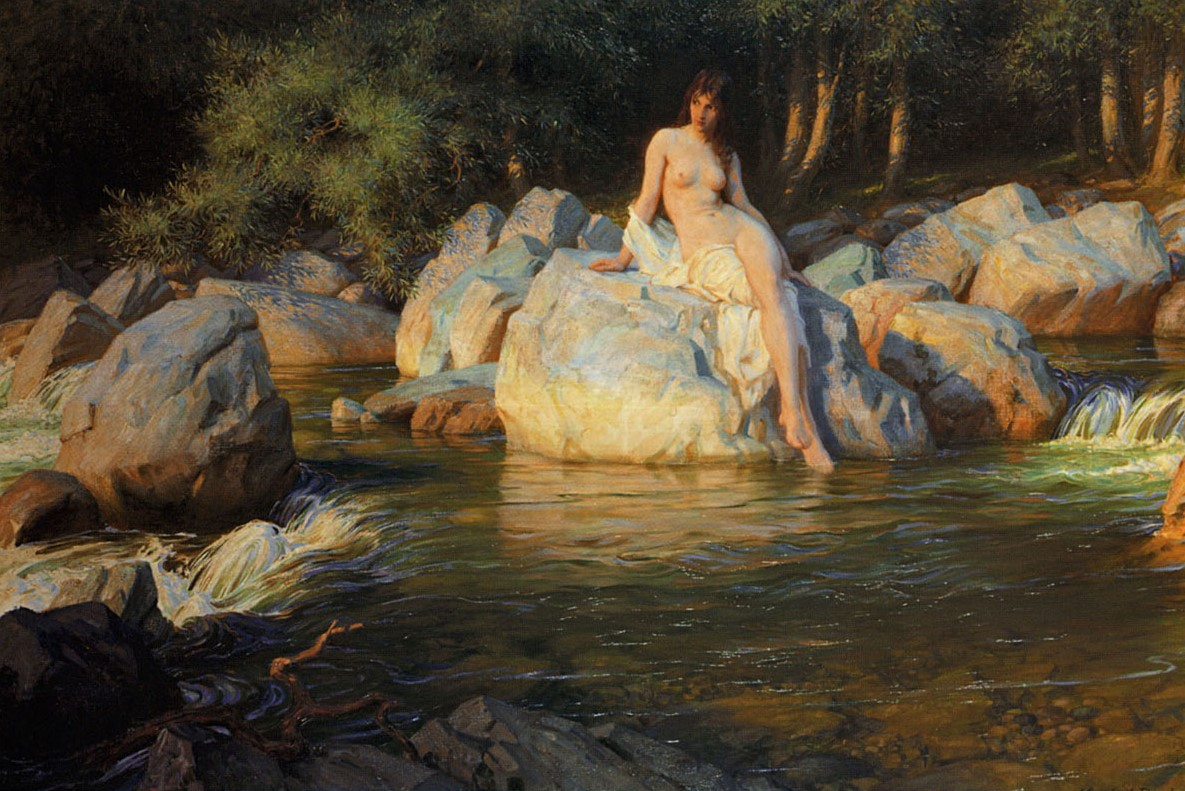
The Kelpie por Herbert James Draper, 1913

Kelpie, o kelpie de agua, es el nombre escocés otorgado a un espíritu del agua capaz de cambiar de forma, el cual habita en los lagos (Loch) y estanques de Escocia. En sus apariciones usualmente se describía con la forma de un caballo, pero es capaz de adoptar una figura humana de igual manera. Algunos testimonios afirman que el kelpie mantiene los cascos de sus patas cuando aparecía como humano, lo que generó una asociación con la idea cristiana de Satán como fue descrito por Robert Burns en su poema de 1786, "Address to the Deil (devil)".
Casi todos los cuerpos de agua significativos en Escocia se asocian con una historia de kelpie, pero la más reportada es la del Lago Ness. 
Se han observado paralelismos con el nixe germánico y con el bäckahäst escandinavo. Desde otra perspectiva, el wihwin de América central y el bunyip australiano han sido considerados como su contraparte. Se ha propuesto que el origen de la creencia en caballos acuáticos malévolos tuvo lugar en los sacrificios humanos que se realizaron alguna vez para calmar a los dioses asociados con el agua, pero las narrativas acerca de los kelpies también tenían un propósito práctico, mantener a los niños lejos de cuerpos de agua peligrosos, y advertir a las mujeres sobre los extraños atractivos.
Los Kelpies han sido representados en sus formas variadas en el arte y literatura, de manera más reciente, en dos esculturas de acero de 30 metros en Falkirk, las cuales se titulan The Kelpies, terminadas en octubre del 2013.

## Etimología
La etimología de la palabra escocesa kelpie es incierta, pero pudo haberse derivado de los términos gaélicos calpa o cailpeach, que significan "vaquilla" o "potro". El primer uso registrado del término para describir a la criatura mitológica, entonces escrita kaelpie, aparece en el manuscrito de una oda de William Collins, compuesto poco antes de 1759  y reproducida en la revista Transacciones de la Sociedad Real de Edinburgo (Transactions of the Royal Society of Edinburgh) de 1788. Los topónimos Kelpie hoall y Kelpie hooll son reportados en A Dictionary of the Older Scottish Tongue (Un diccionario de la vieja lengua escocesa) como que surgieron en los registros de los burgos de 1674 de Kirkcudbright.

## Creencia popular

### Descripción y atributos comunes
Douglas Harper, historiador y fundador de Online Etymology Dictionary (Diccionario de etimologías en línea), define kelpie como "el nombre en las llanuras de un demonio en forma de caballo". Kelpie es el espíritu de agua más común en el folclore escocés, pero el nombre es atribuido a varias formas de narrativa registradas a través del país. A finales del siglo XIX se pudo apreciar el inicio de un interés en la transcripción del folclore, pero los que mantenían los registros fueron inconsistentes en la ortografía y a menudo anglicanizaban palabras que pudieron resultar en diferentes nombres para el mismo espíritu.
Los comentaristas están en desacuerdo con respecto al hábitat acuático del kelpie. Los folcloristas, quienes definen a los kelpies como espíritus que viven junto a los ríos, haciendo la distinción con el caballo de agua celta que reside en los en las orillas de los lagos (each-uisge), incluyen al ministro de Tiree del siglo XIX John Gregorson Campbell y a los escritores del siglo XX Lewis Spence y Katharine Briggs. Aunque esta distinción no es aplicada universalmente; Sir Walter Scott, por ejemplo afirma que la distribución de los kelpies puede extenderse hasta los lagos. El diccionario de Mackillop reconcilia esta discrepancia, estableciendo acerca del kelpie que "inicialmente habitaba en arroyos, y posteriormente en cualquier cuerpo de agua". Pero la distinción en este caso se veía contrariada por una opinión que sugería que las personas podían recibir información ambigua cuando a un each uisge en una "práctica común de traducción" se les refiere como un kelpie en cuentas inglesas, y de este modo, atribuyendo erróneamente los hábitos de residir en los lagos al último.
Otros asignan el término kelpie a una gran variedad de criaturas míticas. Interlocutores en algunas regiones de Escocia incluyen al shoopiltee y al nuggle de Shetland y al tangie de Orkney; en otras partes del Reino Unido se incluyen al ceffyl dŵr galés y al cabbyl-ushtey manés. Se han observado paralelismos con el nixe germánico y al bäckahäst escandinavo; Nick Middleton señala que "el kelpie del folclore escocés es directamente paralelo con los [sic] bäckahästen [del folclore escandinavo]". El wihwin de América Centraly el bunyip australiano  se ven como criaturas similares en otras partes del mundo.
El kelpie mitológico es descrito usualmente como un caballo hermoso y poderoso negro, que habita en la profundidad de los ríos y los arroyos de Escocia, cazando a los humanos que se encuentra. Una de las características que identifican a los kelpies de agua es que sus pezuñas se encuentran al revés, comparándolas con las de un caballo normal, un rasgo que también caracteriza al nykur de Islandia. Una variación de Aberdeenshire retrata al kelpie como un caballo con una crin de serpientes, mientras que el espíritu equino residente de River Spey era blanco y podía persuadir a sus víctimas para montarlo a través del canto.
La naturaleza de la criatura fue descrita por Walter Gregor, un folclorista y uno de los primeros miembros de la sociedad de Folclore (the Folklore Society), como "útiles", "dañinos", o buscando "compañía humana"; en algunos casos, los kelpies llevaban a sus víctimas al agua, los devoraban y arrojaban las entrañas a la orilla del agua. El kelpie en su forma equina es capaz de extender la longitud de su lomo para llevar a muchos jinetes a las profundidades, un tema común en las historias que tratan de varios niños trepando a la espalda de la criatura mientras que uno se queda en la orilla, usualmente un niño pequeño, y mientras acaricia al caballo se pega en el cuello del ente. En algunas variantes el muchacho se corta los dedos para liberarse; él sobrevive pero los otros niños son secuestrados y se ahogan, y solamente algunas de las entrañas se encuentran después. Se dice que la criatura que habita en Glen Keltney en Perthshire es un kelpie, por el folclorista del siglo XX Katharine Mary Briggs, y hay una historia similar ambientada en Perthshire tiene a un each uisge como el culpable y evita la decoración del niño pequeño.  El muchacho sí se corta el dedo cuando el evento ocurre en Thurso, donde un kelpie es identificado como el culpable. La misma historia ambientada en Sunart en las tierras altas de escocia, da una figura específica dado que son nueve los niños perdidos, y solamente las entrañas de uno de ellos se recuperan. El niño sobreviviente se vuelve a salvar cortándose el dedo, y la información adiciónal que se proporciona es que tenía una biblia en su bolsillo. Gregorson Campbell considera que la criatura responsable era un caballo de agua, en vez de un kelpie, y que la historia "obviamente es un fraude devoto para evitar que los niños deambulen los domingos.".
En los mitos, a los kelpies usualmente los describen como criaturas solitarias, pero en un cuento de hadas registrado por John F. Campbell en Popular Tales of the West Highlands (1860) toma una perspectiva diferente. La historia se titula Of the Drocht na Vougha or Fuoah, que se traduce como El puente de las hadas o kelpies, presenta a un grupo de voughas. Los espíritus habían acordado construir un puente sobre Dornoch Firth después de haberse cansado de cruzar el agua en barcazas. Era una obra magnífica con muelles y postes dorados resplandecientes, pero se hundió dentro del agua para transformarse en una peligrosa área de arenas movedizas después de que un grato espectador trató de bendecir a los kelpies por su trabajo. La misma historia fue registrada por la miembro de la Sociedad de Folclor y coleccionista de folclor Charlotte Dempster simplemente como The Kelpie's Bridge (1888) sin mención de Voughas o Fuoah. Citando a la misma narrativa, Jennifer Westwood, autora y folclorista, utiliza la descripción kelpies de agua, agregando que en su opinión "los kelpies, aquí y en algunas otras instancias, es utilizado en un sentido poco estricto para denotar algo como demonios'".{sfnp|Westwood|Kingshill|2012|p=356|ps=}
La progenie resultante del apareamiento de un kelpie y un caballo normal era imposible de ahogar, y podía reconocerse por sus orejas más cortas de lo normal, una característica compartida por el toro de agua o tarbh uisge en gaélico escocés, similar al tarroo ushtey manés.{sfnp|Lamont-Brown|1996|p=19|ps=}

### Cambios de forma

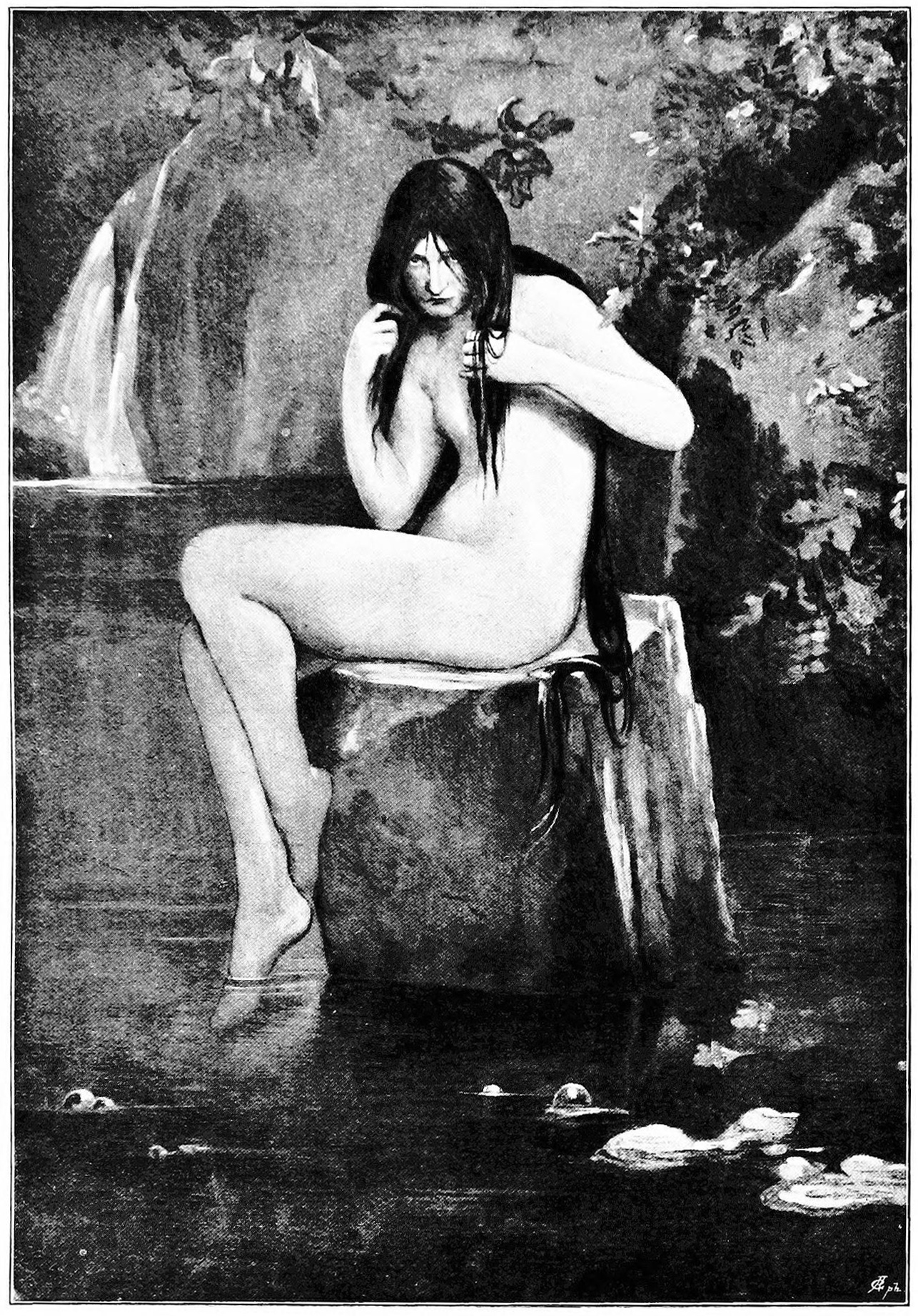
The Kelpie por Thomas Millie Dow, 1895

Los kelpies tienen la habilidad de transformarse en formas no equinas, y pueden tomar una apariencia externa como de figura humana, este disfraz puede traicionarlos por la presencia de algas acuáticas en su cabello. En su forma humana, los kelpies son casi invariablemente hombres. Una de las pocas historias que describen a la criatura en forma femenina es Conon House en Ross and Cromarty. Esta historia trata de una "mujer alta vestida de verde" con un "semblante exiguo y marchito, siempre distorsionado por una mueca maligna", quien subyugó y ahogó a un hombre y a un niño después de que saltó desde un arroyo. Gregor describió a un kelpie adoptando el aspecto de un viejo decrépito que balbuceaba para sí mismo continuamente mientras se sentaba en un puente cosiendo unos pantalones. Un local transeúnte, creyendo que era un kelpie, lo golpeó en la cabeza, causando que regresara a su forma equina y se precipitara a su guarida en un estanque cercano. Otros testimonios describen al kelpie como un "un hombre severo que salta detrás de un jinete solitario, agarrándolo y aplastándolo", o desgarrando y devorando humanos.
Una leyenda de Barra habla de un kelpie solitario que se transforma en un guapo joven para cortejar a una bonita muchacha a la que quería convertir en su esposa. No obstante, la muchacha nota que el joven es un kelpie y le quita su collar de plata (su brida) mientras él duerme. El kelpie inmediatamente regresa a su forma equina y la muchacha se refugia en la granja de su padre, donde trabaja por un año. Al concluir ese tiempo la muchacha monta al kelpie para consultar a un sabio, el cual le indica devolver el collar de plata. Una vez más transformado el kelpie en un joven apuesto, el sabio pregunta al kelpie cual sería su decisión si pudiera escoger entre ser un kelpie y un mortal. A su vez, el kelpie le pregunta a la muchacha si se casaría con él si fuera humano. Ella confirma que lo haría por lo que el kelpie decide transformarse en un hombre mortal y el par contrae matrimonio.
La llegada del cristianismo en Escocia en el siglo VI resultó en el registro de algunas creencias y cuentos populares hecho por escribas, usualmente monjes cristianos, en vez de ser perpetuados por tradición oral. Algunos testimonios establecen que los kelpies retienen sus pezuñas aun cuando se encuentran en forma humana, lo que generó su asociación con la noción cristiana de Satanás, justo como sucedió con el dios griego Pan. Robert Burns se refiere a tal asociación satánica en su poema to "Address to the Deil" (1786):

When thowes dissolve the snawy hoord

An' float the jinglin icy boord

Then, water-kelpies haunt the foord

By your direction

An' nighted trav'llers are allur'd

To their destruction.

### Captura y matanza
Cuando un kelpie aparecía en su versión equina sin aperos, este podía ser capturado utilizando un canasto con el signo de una cruz y su fuerza podía ser utilizada en tareas de transporte de piedras de molino pesadas. Un cuento popular describe como el terrateniente de Morphie capturó un kelpie y lo utilizó para construir su castillo. Una vez que el trabajo estuviera completo, el terrateniente liberó al kelpie que evidentemente se encontraba molesto por el maltrato. La maldición que sentenció antes de irse  – "Sair back and sair banes/ Drivin' the Laird o' Morphies's stanes,/ The Laird o' Morphie'll never thrive/ As lang's the kelpy is alive" (ser miserable hasta que el kelpie muriera) – formó la creencia popular de que la extinción de la familia del terrateniente fuera por esta maldición. Se decía que algunos kelpies estaban equipados con una brida y a veces con una silla de montar, y lucían listos para ser montados, pero si esto sucedía estos correrían y ahogarían al jinete. Si el kelpie ya usaba una brida, un exorcismo podía ser logrado al removerla. Una brida obtenida de un kelpie contaba con propiedades mágicas, y si era blandida contra alguien, esta era capaz de transformarlo en un caballo o pony.
Justo como con los hombres lobos cinemáticos, un kelpie puede ser asesinado al dispararle con una bala de plata, después esto, el kelpie consistirá en "una masa suave similar a medusas" de acuerdo con un testimonio publicado por Spence. Cuando una familia de herreros era víctima del terror causado por un kelpie de agua que aparecía en su cottage de verano, el herrero logró reducirlo a "un montón de almidón o algo similar" al penetrar los costados del espíritu con dos afiladas lanzas de hierro que habían sido calentadas en fuego.

## Lago Ness
Casi todos los cuerpos de agua significativos en Escocia se asocian con una historia de kelpies, pero la más extensivamente reportada es la del Lago Ness, también llamado múltiples veces por locales Lago Kelpie. Muchas historias de espíritus míticos y monstruos se asocian al lago y datan a reportes del siglo VI sobre San Columba venciendo a un monstruo ahí. El kelpie de principios del siglo XIX que encantaba los bosques y costas del Lago Ness se encontraba equipado con su propia silla y brida. Una fábula vinculada con la criatura notablemente despreciable era la del Highlander James MacGrigor que la tomó por sorpresa y cortó su brida, su fuente de vida y poder, sin esta la criatura moriría en las siguientes 24 horas. Como el kelpie tenía la capacidad de hablar, este trató fallidamente de negociar con MacGrigor que le retornara su brida. Después de que MacGrigor regresara a su hogar, el kelpie clamó que MacGregor no sería capaz de entrar a su casa mientras que poseyera la brida, debido a la presencia de una cruz sobre la puerta de entrada. Sin embargo, MacGrigor fue más listo que la criatura al arrojar la brida a través de una ventana, de modo que el kelpie aceptó su destino y se fue, maldiciendo. El mito es perpetuado con más historias de la brida conforme esta se relacionaba con la historia de la familia. Nombrada "La bola y brida de Willox", esta tenía poderes mágicos de sanación; un hechizo se realizó al colocar los elementos en el agua mientras se cantaba "En el nombre del Padre, del Hijo y del Espíritu Santo"; el agua entonces se podía utilizar como una cura.
Una explicación popular y más reciente del Lago Ness dentro de los creyentes es que este pertenecía a una línea de plesiosauros sobrevivientes, pero el mito del kelpie aún sobrevive en libros de niños como The Kelpie's Pearls (Las perlas del Kelpie) de Mollie Hunter(1966) y The Water Horse (El caballo de agua) Dick King-Smith (1990).

## Orígenes
El folclorista Gary R. Varner ha sugerido que el origen de la creencia en los caballos de agua que depredaban y devoraban humanos podía ser un reflejo de los sacrificios humanos realizados alguna vez para calmar a los dioses del agua. La asociación con los caballos puede tener sus raíces en los sacrificios equinos realizados en la Escandinavia antigua. Las historias de espíritus de agua malignos tenían un propósito práctico, el mantener a los niños lejos de cuerpos de agua peligrosos y de alertar a las mujeres sobre extraños apuestos y jóvenes. Las historias también se usaban para imponer estándares morales, pues implicaban que las criaturas tomaban represalias contra la mala conducta llevada a cabo los domingos. La intervención de demonios y espíritus podía ser una posible manera de racionalizar el ahogamiento de niños y adultos que accidentalmente habían caído en corrientes rápidas o turbulentas.
El historiador y simbologista Charles Milton Smith ha formulado la hipótesis de que los mitos del kelpie pudieron originarse con los borbotones de agua que se pueden formar en la superficie de los lagos escoceses, dando la impresión de una forma viviente conforme se mueven a través del agua. Sir Walter Scott alude a una explicación similar en su poema épico The Lady of the Lake (1810), que contiene las líneas:

He watched the wheeling eddies boil,

Jill from their foam his dazzled eyes

Beheld the River Demon rise:

 En las cuales Scott utiliza "River Demon" (Demonio de agua) para denotar a un "kelpy". Scott puede haber dado un indicio de una explicación racional alternativa al nombrar un área peligrosa de arenas movedizas "Kelpie's Flow" en su novela The Bride of Lammermoor (1818).

## Representaciones artísticas

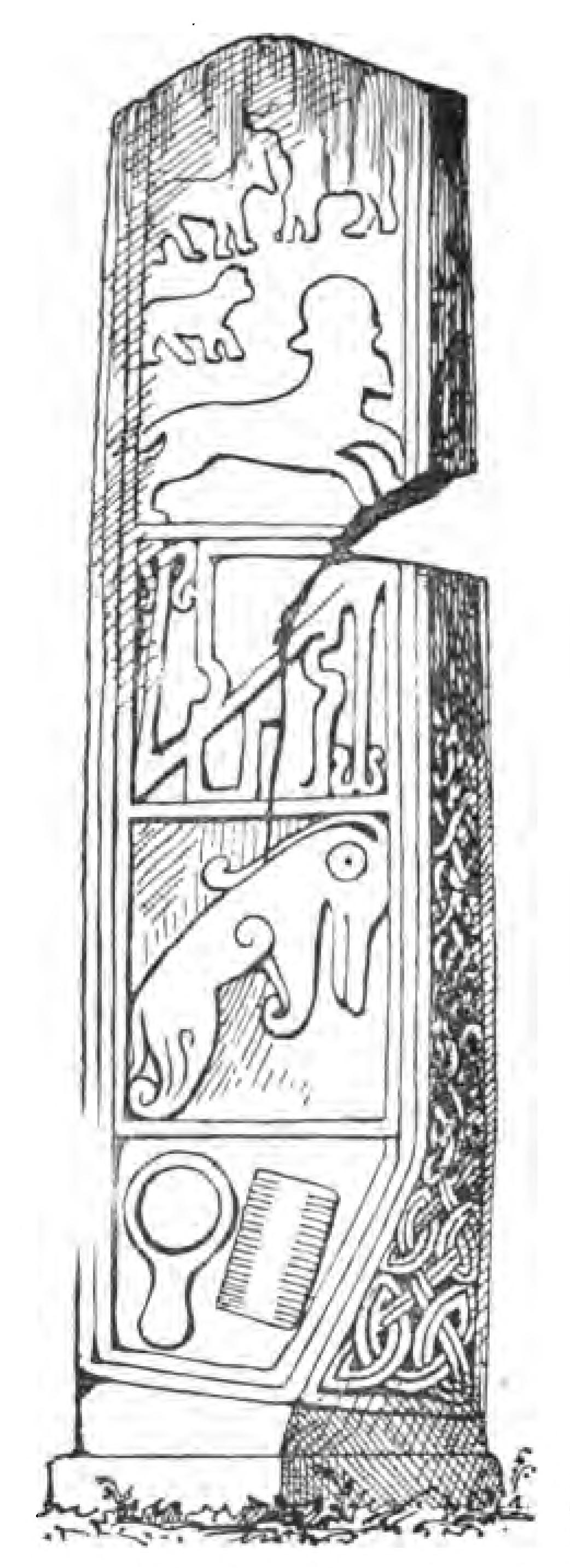
Bestia picta mostrada en un dibujo de líneas en la Piedra de la Dama.

Piedras pictas que datan de los siglos VI al IX que muestran lo que se ha nombrado de la Bestia Picta y puede ser una de las primeras representaciones de un kelpie o una criatura similar. Otras representaciones muestran a los kelpies como damiselas de los estanques, como en óleo de Draper de 1913 . Thomas Millie Dow también bosquejó al kelpie en 1895 como una dama melancólica de cabello oscuro balanceándose en una piedra, una imagen común para los artistas de la época. Nicola Bown, ha sugerido que los pintores como Millie Dow y Draper ignoraron deliberadamente los testimonios anteriores sobre los kelpie y lo reinventaron alterando su género y naturaleza.
Dos estatuas de acero de 30 metros en Falkirk, en el canal canal Forth and Clyde , nombradas The Kelpies, toman el nombre de la criatura mítica y la asocian con la fortaleza y la resistencia del caballo; diseñadas por el escultor Andy Scott, fueron construidos como monumentos en honor al patrimonio industrial de Escocia, el cual fue potenciado por el poder de estos animales. La construcción fue completada en octubre de 2013 de y las esculturas fueron abiertas al público en abril de 2014. 

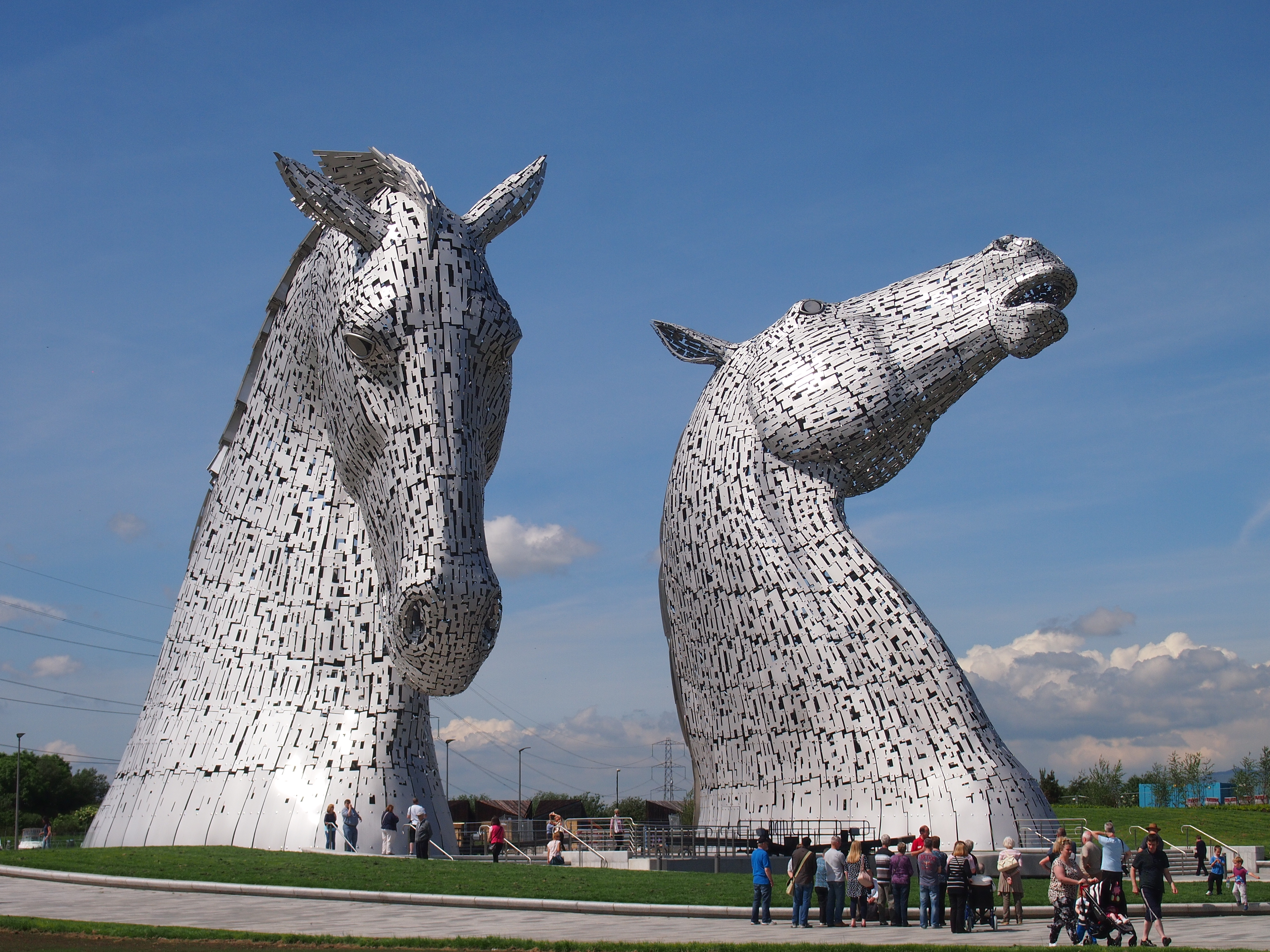
"The Kelpies" en Escocia.